# Marion Leonard

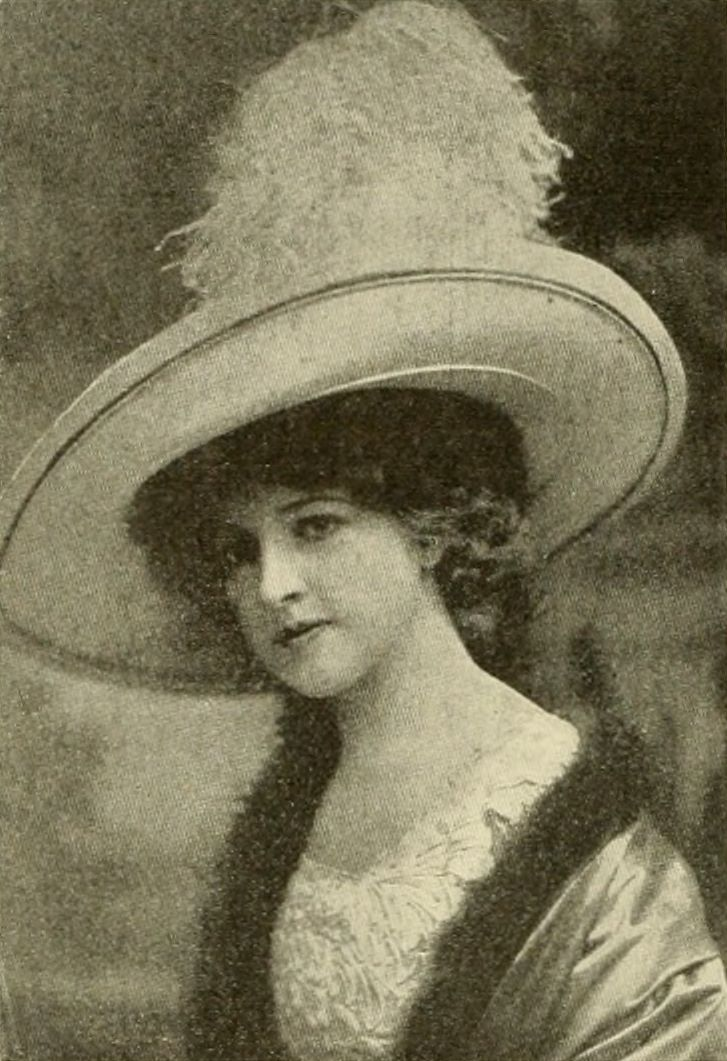
Marion Leonard (1912)

Marion Leonard (9. června 1881 Cincinnati – 9. ledna 1956 Woodland Hills) byla americká divadelní herečka, která se stala jednou z prvních filmových celebrit v rané éře němého filmu.

## Životopis
Leonard se narodila v Cincinnati v Ohiu a hereckou kariéru zahájila v divadle. Ve svých 27 letech začala hrát v rychle se rozvíjejícím filmovém průmyslu. V roce 1908 podepsala smlouvu se společností American Mutoscope and Biograph Company a zpočátku pracovala v produkčních zařízeních studia v New Yorku. Debutovala v krátkém filmu At the Crossroads of Life, který režíroval Wallace McCutcheon, Jr. a napsal D. W. Griffith. Ten si ve filmu také zahrál a režíroval drtivou většinu dalších filmů, ve kterých Leonard pro Biograph účinkovala.
Brzy po svém debutu se Leonard stala jednou z předních hereček společnosti. V době, kdy se hercům neudělovaly titulky, byla spolu s Florence Auer prvními hvězdnými herečkami, které studio označovalo jako „Biograph Girl“. Z mnoha filmů, které Leonard pro Biograph natočila, jich 32 vzniklo po boku nadějné mladé herečky jménem Mary Pickford.
Během práce pro Biograph se Leonard seznámila se scenáristou a režisérem Stannerem E.V. Taylorem, s nímž se později provdala. V roce 1911 založili vlastní studio, Gem Motion Picture Company, aby mohli využít Leonardiny rostoucí popularity.

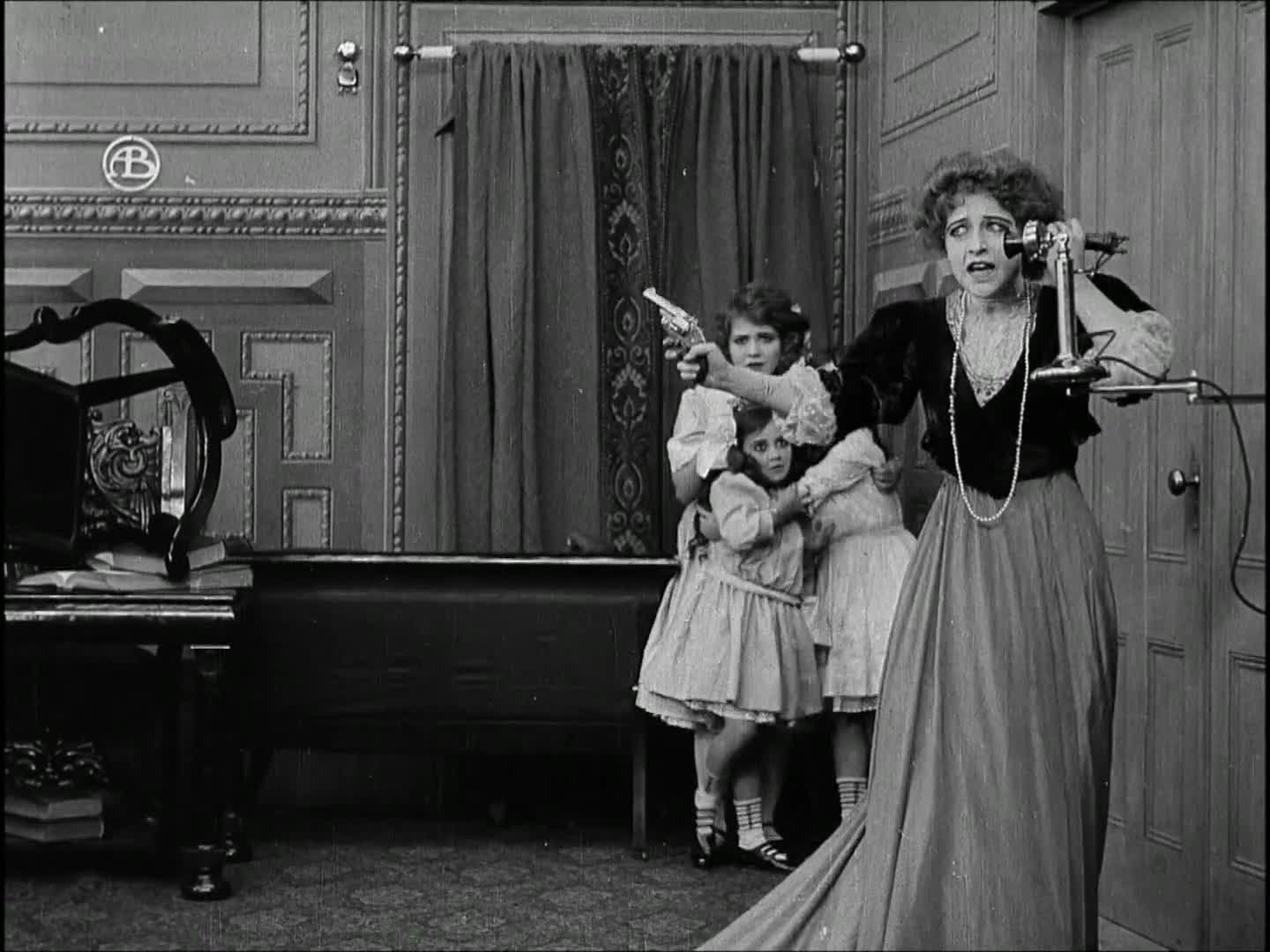
Marion Leonard ve filmu The Lonely Villa (1909)

Po více než 150 filmech Leonard v roce 1915 odešla z herectví. Vrátila se o 11 let později, ve věku 45 let, aby se naposledy objevila na plátně v komedii Macka Sennetta z roku 1926.
Leonard zemřela v roce 1956 v Motion Picture & Television Country House and Hospital ve Woodland Hills v Kalifornii.

## Filmografie
- The Gibson Goddess (1909)
- The Prussian Spy (1909)
- The Golden Louis (1909)
- A Fool's Revenge (1909)
- A Rude Hostess (1909)
- The Roue's Heart (1909)
- And a Little Child Shall Lead Them (1909)
- Leather Stocking (1909)
- A Burglar's Mistake (1909)
- A Trap for Santa (1909)
- Pippa Passes (1909)
- Two Memories (1909)
- Nursing a Viper (1909)
- The Sealed Room (1909)
- Carmen (1913)
- The Awakening of Donna Isolla (1914)